# Carl Peter Lagergren
Carl Peter Lagergren, född 25 juni 1799 i Skedevi församling, Östergötlands län, död 8 april 1877 i Östra Tollstads församling, Östergötlands län, var en svensk präst.

## Biografi
Carl Peter Lagergren föddes 1799 i Skedevi församling. Han var son till organisten Per Gustaf Lagergren och Brita Kajsa Wettergren. Lagergren blev 1820 student vid Uppsala universitet och prästvigdes 4 januari 1824. Han blev 26 maj 1841 komminister i Östra Husby församling, tillträde 1843 och avlade pastoralexamen 1846. Den 4 juli 1853 blev han kyrkoherde i Regna församling, tillträde 1855. Lagergren blev 27 juni 1864 kyrkoherde i Östra Tollstads församling, tillträde 1866. Han avled 1877 i Östra Tollstads församling.

### Familj
Lagergren gifte sig 9 augusti 1839 med Fredrika Charlotta Bergqvist (1809–1880). Hon var dotter till organisten Erik Magnus Bergqvist och maria Olsson i Torpa församling. De fick tillsammans barnen Hilda Amanda Lagergren (född 1840), kyrkoherden Carl August Lagergren (född 1843) i Regna församling, inspektorn Gustaf Fredrika Lagergren (1845–1874).